# 信息网络研究所
信息網路研究所 （INI）是卡内基·梅隆大学於1989年建立的，全美第一个致力于資訊網路的研究和教育中心。 

## 外部連結
- 官方网站
- Carnegie Mellon CyLab （页面存档备份，存于）
- Networking website （页面存档备份，存于）